# أنقذني (رواية)
أنقذني (بالفرنسية: Sauve-moi)‏ هي رواية للكاتب الفرنسي غيوم ميسو نُشرت سنة 2005.

## القصة
تدور أحداث الرواية حول بطلي الرواية «جولييت» و«سام»، اللذان يلتقيان خلال عطلة نهاية الأسبوع في نيويورك وفي لقائهما الأول كذب كل منهما على الآخر حيث ادّعى سام بأنه متزوج، وزعمت جولييت أنها محامية. وعندما جاء وقت عودتها إلى باريس، رافقها سام إلى المطار، وكانت تلك اللحظة كفيلة بتغيير مصيرهما، لكن لا أحد منهما باح بالحقيقة. وما هي إلا نصف ساعة حتى انفجرت الطائرة التي تقل جولييت في الجو، كان ذلك الخبر كفيلا بأن يغرق سام في اليأس. لكنه لم يكن يعلم أن قصتهما لم تنته هنا.